# Un cœur simple (film, 1977)
Pour les articles homonymes, voir Un cœur simple.
Pour plus de détails, voir Fiche technique et Distribution.
Un cœur simple (Un cuore semplice) est un film dramatique italien réalisé par Giorgio Ferrara, sorti en 1976. C'est la première adaptation de la nouvelle de Gustave Flaubert Un cœur simple, parue dans le recueil Trois Contes en 1877.
Le scénario de Zavattini avait à l'origine été préparé pour Vittorio De Sica « selon un point de vue populiste » comme un film de l'école de Luchino Visconti dans le style du néoréalisme italien.

## Fiche technique
Sauf indication contraire, les informations mentionnées dans cette section peuvent être confirmées par la base de données cinématographiques IMDb,  présente dans la section « Liens externes ».
- Titre original : Un cuore semplice
- Titre français : Un cœur simple[2]
- Réalisateur : Giorgio Ferrara
- Scénario : Cesare Zavattini
- Photographie : Arturo Zavattini
- Montage : Roberto Perpignani
- Scripte : Renata Franceschi
- Son : Pasquale Rotolo
- Musique : Franco Mannino
- Décors : Gianni Silvestri
- Costumes : Raimonda Gaetani
- Société de production : Nashira
- Pays de production :  Italie
- Langue de tournage : italien
- Format : Couleur eastmancolor - 35 mm
- Durée : 95 minutes (1h35)
- Genre : Drame
- Dates de sortie :
  - Italie : 13 mai 1977

## Distribution
- Joe Dallesandro : Théodore
- Adriana Asti : Félicité
- Tina Aumont : Virginie
- Alida Valli : Mathilde Aubain